# Otse
Otse es una ciudad situada en el Distrito Sudeste, Botsuana. Se encuentra a 60 km al sur de Gaborone, en la carretera de Gaborone-Lobatse. Tiene una población de 7.661 habitantes, según el censo de 2011.